# Hemigraphis procumbens
Hemigraphis procumbens là một loài thực vật có hoa trong họ Ô rô. Loài này được (Lour.) Merr. mô tả khoa học đầu tiên năm 1919.